# Rhynchostegium striatum
Rhynchostegium striatum là một loài rêu trong họ Brachytheciaceae. Loài này được Schreb. ex Hedw. De Not. mô tả khoa học đầu tiên năm 1867.